# Gulfstream G100
Il Gulfstream G100, già noto come IAI Astra SPX, è un business jet bimotore progettato dalle Israel Aerospace Industries che fu prodotto per la Gulfstream Aerospace. I primi esemplari furono consegnati nel 1986. La United States Air Force impiegava l'aereo con la denominazione C-38 Courier. Nel 2002 fu lanciato un modello derivato, dal nome G150. La Gulfstream annunciò che avrebbe cessato le vendite nel settembre 2016 e che le ultime consegne sarebbero avvenute a metà 2017.

## Storia del progetto

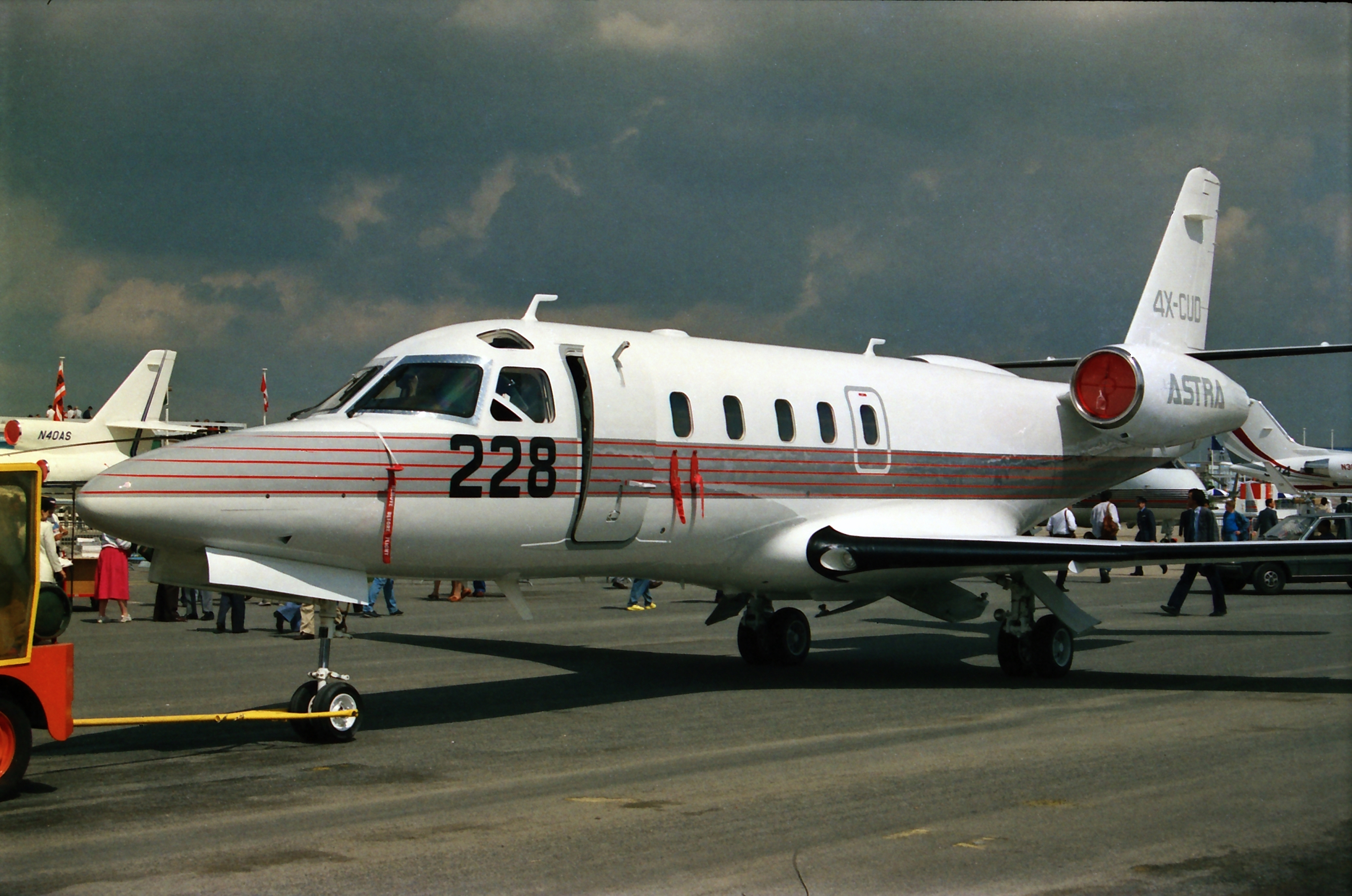
Un IAI Astra al Paris Air Show del 1988

Le Israel Aerospace Industries (IAI) svilupparono l'Astra partendo dal loro business jet IAI Westwind. Il lavoro di miglioramento del Westwind iniziò a fine anni 1970, e il primo prototipo volò il 19 marzo 1984. Il primo Astra di serie volò il 20 marzo 1985, la certificazione FAA fu ottenuta il 29 agosto 1985; le consegne agli acquirenti iniziarono nel 1986.
L'Astra 1125 originale fu sostituito dall'Astra SP, annunciato nel 1989; ne furono costruiti 37. La terza variante, l'Astra SPX, volò per la prima volta nell'agosto 1994. Questa variante fu rinominata G100 dal settembre 2002 in seguito all'acquisizione della Gulfstream da parte di Galaxy Aerospace, che ottenne il certificato di tipo dell'Astra nel maggio 2001.
Nel settembre 2002 la Gulfstream annunciò la versione migliorata G150, basata sul G100. Quest'ultima variante presenta la fusoliera più ampia (30 cm) e più lunga (40 cm a poppa della paratia posteriore pressurizzata) avionica aggiornata e un aumento del peso massimo al decollo (MTOW) a 26 100 libbre (11 839 kg) rispetto alla MTOW del G100 di 24 650 libbre (11 181 kg).
È stato certificato dalla FAA alla fine del 2005. È stato certificato per il ripido percorso di avvicinamento necessario per atterrare al London City Airport. La produzione del G100 cessò dopo la certificazione del G150. Le IAI continuarono a costruire i G150 in Israele e le cellule aeronautiche completate venivano poi spedite negli Stati Uniti d'America per gli allestimenti interni
Nel settembre 2016 la Gulfstream annunciò che, a causa delle basse vendite, la produzione si sarebbe fermata, e la consegna degli ultimi esemplari era attesa per metà 2017.
Negli anni 1990 si sviluppò ancora l'Astra; l'ala fu modificata e accoppiata ad una fusoliera completamente nuova.
Da questo sviluppo nacque lo IAI Galaxy (successivamente Gulfstream G200).
Nel 2018 i Gulfstream G150 del periodo 2005-2008 erano valutati nella fascia tra i 3,8 e i 4,8 milioni di dollari.

## Impiego operativo

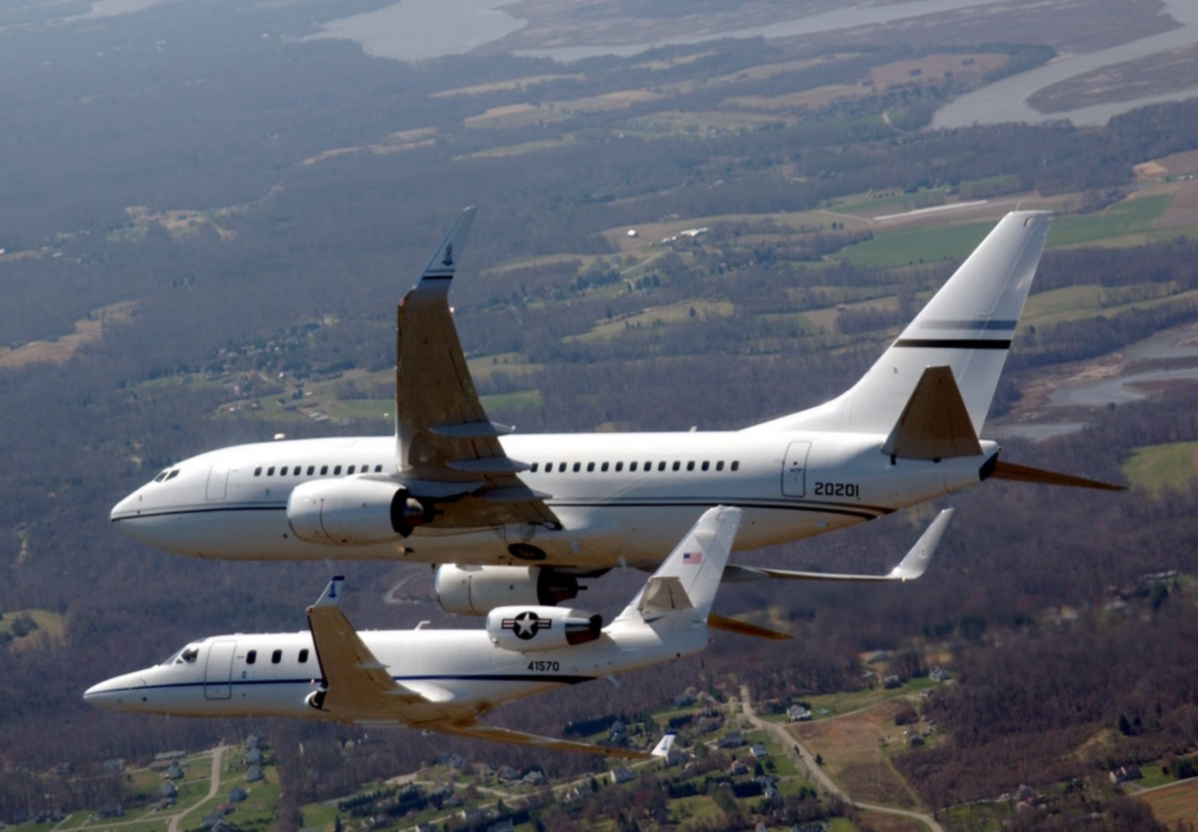
Un C-38A (G100) e un Boeing C-40 Clipper della United States Air National Guard.

Il G100 fu ordinato per la United States Air Force nel 1997 come C-38A Courier. Il C-38A fu impiegato dal 201st Airlift Squadron presso Andrews Air Force Base nel Maryland. Il C-38A sostituì il più vecchio Learjet C-21. Il C-38A differisce dal normale Gulfstream G-100, poiché è dotato di vari sistemi militari di avionica.
Il C-38A fu ordinato anche per la United States Navy, al posto del North American T-2 Buckeye presso la Naval Air Station Patuxent River nel settembre 2015. Il C-38 è impiegato come chase plane, bersaglio per provare radar, ed aereo di perfezionamento piloti per la squadriglia di test e valutazione VX-20.
Nel 2012 uno IAI Astra utilizzato dall'Eritrean Air Force come aereo presidenziale fu rubato da due piloti, entrambi ufficiali in servizio Eritrean Air Force. Diressero l'Astra e richiesero asilo politico dopo l'atterraggio all'aeroporto di Jizan.

## Varianti

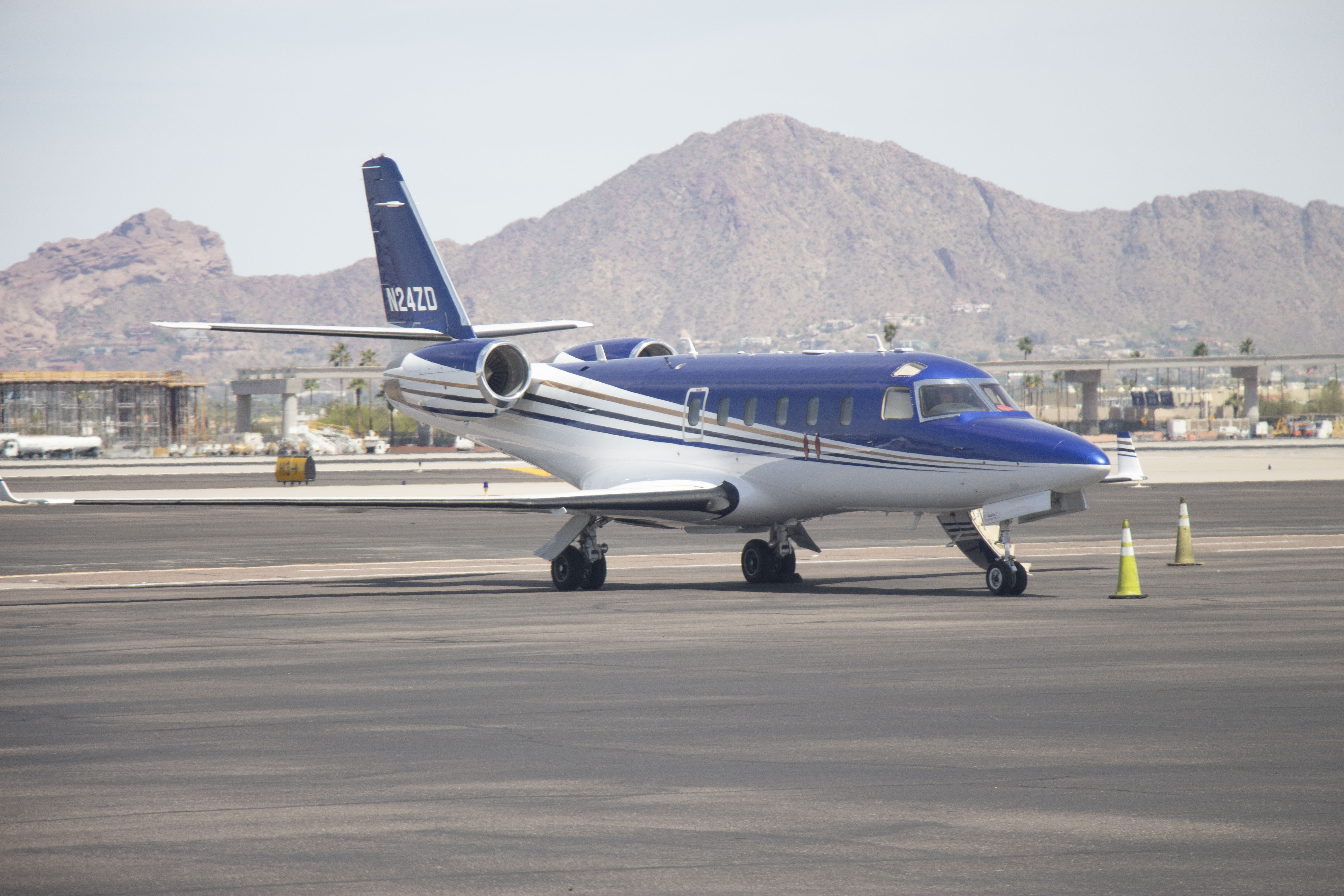
Gulfstream G100 N24ZD

IAI 1125 AstraVersione originale, spinto da due turbofan da 16,46 kilonewton Garrett TFE731-3A-200G. Ne furono costruiti 32 in totale.
IAI 1125 Astra SPVersione con aerodinamica modificata (aumentando il raggio d'azione di 53 miglia nautiche, ossia 98 km), avionica migliorata e interni riveduti. Dal 1990 costruiti 36 in totale.
IAI 1125 Astra SPXMotori più potenti (Honeywell TFE-731-40R-200G da 18,9 kilonewton) e adozione di winglet. Pesi e raggio d'azione aumentati.
- Gulfstream G100

nome commerciale dello IAI 1125 dopo che il programma fu acquisito dalla Gulfstream Aerospace nel 2001. Tra Astra SPX e G100 furono costruiti in totale 77 apparecchi.
Gulfstream G150Versione migliorata del G100 con una cabina più ampia e più lunga, un muso riveduto e motori potenziati (19,7 kilonewton). Nel 2016 ce n'erano circa 120 in servizio.

## Operatori
Eritrea
- Eritrean Air Force un aereo 1125 Astra utilizzato come velivolo presidenziale.[13]

 India
- Bhāratīya Vāyu Senā utilizza due Gulfstream G100.[18]

 Stati Uniti
- United States Air Force
  - Air National Guard
    - 113th Wing - Andrews Air Force Base (Maryland)
      - 201st Airlift Squadron

2 C-38A Courier in servizio fino al 2015, anno in cui sono stati ceduti allo Squadron VX-20 della US Navy.
- United States Navy
  - VX-20 - Naval Air Station Patuxent River (Maryland)

2 C-38A Courier ex Air National Guard ricevuti nel 2015.
 Taiwan
- AIDC utilizza un aereo Astra SPX per traino bersagli.[20]

### Annotazioni
1. ↑  Un chase plane ("aereo da inseguimento") è un aereo che "insegue" un aereo "soggetto", una navicella spaziale o un razzo, allo scopo di effettuare osservazioni in tempo reale e di scattare foto e video del "soggetto" durante il volo.

### Fonti
1. 1 2 3   Mike Gerzanics, FLIGHT TEST: Gulfstream G150 - Space Machine, su flightglobal.com, Flightglobal, 28 febbraio 2006. URL consultato il 24 aprile 2016.
2. 1 2 3   Gulfstream sells final G150, marks end of 10-year production run, su gulfstreamnews.com, Gulfstream, 28 settembre 2016. URL consultato il 6 luglio 2019 (archiviato dall'url originale il 6 luglio 2019).
3. ↑   Business Airplane (PDF), su aviationweek.com, maggio 2015. URL consultato il 1º settembre 2019 (archiviato dall'url originale il 31 ottobre 2017).
4. ↑  Jackson 2003, pp. 623–624.
5. ↑  Relman 1993, p. 314.
6. 1 2  Relman 1993, p. 316.
7. ↑   FAA Type Certificate Data Sheet No. A16NM Revision 8 - Gulfstream Aerospace 1125 Westwind Astra; Astra SPX; Gulfstream 100; Gulfstream G150 (PDF), su rgl.faa.gov, 23 maggio 2007. URL consultato il 24 aprile 2016 (archiviato dall'url originale il 15 novembre 2016).
8. ↑   Kate Sarsfield, Gulfstream calls time on struggling G150, su Flightglobal, 28 settembre 2016. URL consultato il 29 settembre 2016.
9. ↑  "The Israel IAI-1126 Galaxy/Gulfstream G200"
10. ↑   Mark Huber, For many models, market hitting the apex (PDF), in Aviation International News, dicembre 2018,  pp. 20-21, 24. URL consultato l'8 luglio 2019 (archiviato dall'url originale il 27 dicembre 2018).
11. ↑   C-38 Courier, su globalsecurity.org. URL consultato il 24 aprile 2016.
12. ↑  T-2C Buckeye ends 56-year Navy career Archiviato il 3 ottobre 2015 in Internet Archive. Naval Air Systems Command
13. 1 2   Leandro Oliva, REPORT: Air Force Captains Steal Eritrean Presidential Jet, Defect to Saudi Arabia, su Business Insider, Allure Media, 7 ottobre 2012. URL consultato il 20 aprile 2018 (archiviato dall'url originale il 20 aprile 2018).
14. ↑  Lambert 1993, pp. 182–183.
15. 1 2  Jackson 2003, p. 623.
16. ↑  Lambert 1993, p. 182.
17. ↑  Jackson 2003, pp. 622–623.
18. ↑  Hoyle Flight International 8–14 December 2015, p. 39.
19. 1 2  "SOLO UNA BELLA FOTO...!", su scramble.nl, 12 marzo 2024, URL consultato il 13 marzo 2024.
20. ↑   TRADE REGISTERS, su armstrade.sipri.org, SIPRI. URL consultato il 28 maggio 2019 (archiviato dall'url originale il 22 aprile 2019).